# Abbaye de Chelles
Pour les articles homonymes, voir Chelles (homonymie).
L'abbaye de Chelles est une ancienne abbaye royale française de moniales bénédictines autrefois située à Chelles, à l'est de Paris.

## Historique

### Époque mérovingienne

#### Existence d'un oratoire à Chelles
À Chelles, un oratoire royal dédié à saint Georges fut bâti en 538 dans sa villa royale, par Clotilde, épouse de Clovis.

#### Fondation de l'abbaye
Fondée avant 646 par l'épouse du roi Clovis II, sainte Bathilde, l'abbaye de Chelles reçut un soutien constant de cette reine. Elle agrandit l'oratoire de Clotilde et fit bâtir une nouvelle église consacrée à la Sainte Croix. Vers 665 elle s'y retira elle-même, et à la suite de son trépas le 30 janvier en 680 ou 681, y fut inhumée, plus précisément, dans un mausolée placé au fond de l'abside orientale de l'église Sainte-Croix.

#### Soutien de l'abbaye par saint Éloi
Il est probable que l'abbaye était également soutenue par saint Éloi, l'un des conseillers les plus importants de la reine. En effet, plusieurs objets précieux de ce monastère suggéraient un lien étroit avec ce saint,.

### Époque carolingienne
L'abbaye accueille successivement plusieurs femmes de la famille carolingienne en qualité d'abbesses. Parmi elles, Helvide fait, le 26 février 833, retirer le sarcophage de Bathilde de l'ancienne sépulture. Puis, le 17 mars, en présence de l'évêque de Paris et après la célébration de la messe, les ossements de la reine sont déposés dans une chapelle nouvellement construite derrière l'autel. Sous le même règne de Louis le Pieux († 840), le culte de sainte Bathilde, célébré les 30 janvier et 17 mars, est adopté. La particularité de cet office se trouve dans ses répons par lesquels était félicitée la vie de sainte Bathilde selon la Vita Bathildis écrite au VIIIe siècle.

### Guerre de Cent Ans

#### Généralités
Lors de la guerre de Cent Ans et des guerres civiles sous le règne de Charles VII, les établissements religieux, comme le reste du pays, ont en général abondamment souffert matériellement et spirituellement.

#### Un vent de réforme
Fin XVe et début XVIe, un vent de réforme souffle sur eux. De 1500 à 1518 les religieuses de Chelles contribuent à réformer treize abbayes - dont celle de Notre-Dame du Val-Profond nouvellement renommée abbaye du Val-de-Grâce, l'abbaye de Montmartre à Paris, et d'autres.

#### Abbaye directement dépendante du Saint Siège
Par une bulle du pape Innocent III (entre 1198 et 1216), l'abbaye était dorénavant directement liée au Saint-Siège. Or, cet établissement gardait encore le rapport avec la famille royale, notamment dans le domaine des célébrations.

### XVIIIesiècle, fermeture puis destruction de l'abbaye
En 1719, Mademoiselle d'Orléans, la fille du Régent, devient abbesse de Chelles à la place d'Agnès Charlotte de Villars, l'abbesse en titre. Mademoiselle de Chartres était en partie influencée par le jansénisme. Le compositeur Jean-Baptiste Morin est nommé maître de musique la même année.
Cette abbaye bénédictine de femmes a subsisté jusqu'à la Révolution française. Elle est fermée en 1792, puis vendue en 1796 comme bien national et détruite.

### Ce qu'il reste de l'abbaye de Chelles
Sont encore visibles, les églises Sainte-Croix et Saint-Georges, aujourd'hui réaménagées en centre de culture contemporaine, et les vestiges du cloître intégrés à la mairie. Des documents et pièces de l'abbaye sont exposés au musée Alfred-Bonno.
L'église Saint-Georges fut édifiée aux XIe et XIIe siècles à l’emplacement du sanctuaire construit au VIe siècle, et l'église Sainte-Croix au XIIIe siècle et remaniée au XVIe siècle. Les anciens jardins de l'abbaye correspondent sensiblement à l'actuel parc du souvenir Émile Fouchard.
Les restes du cloître et les sols de l'ancienne église abbatiale ont été classés au titre des monuments historiques le 15 octobre 1974 alors que les églises Sainte-Croix et Saint-Georges ont été classées le 13 septembre 1984.
Différentes fouilles archéologiques au XXe siècle ont mis au jour des fragments de sculptures provenant de l'abbaye détruite. Ils datent du XIIe siècle, certains des années 1110-1120, d'autres des alentours de 1140, et sont conservés au musée Alfred-Bono.
Le cloître est de nos jours intégré à l'hôtel de ville de Chelles dont la commune est le propriétaire.

## Abbesses

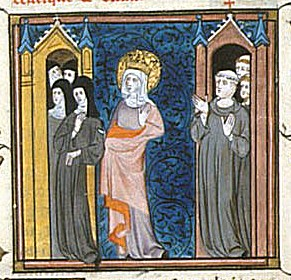
Sainte Bathilde.

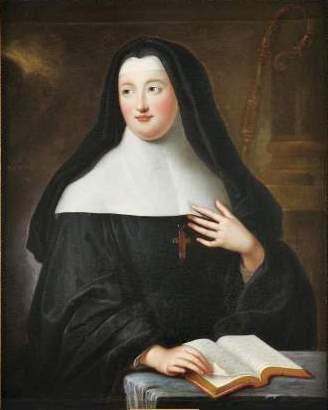
Louise-Adelaïde d'Orléans (abbesse).

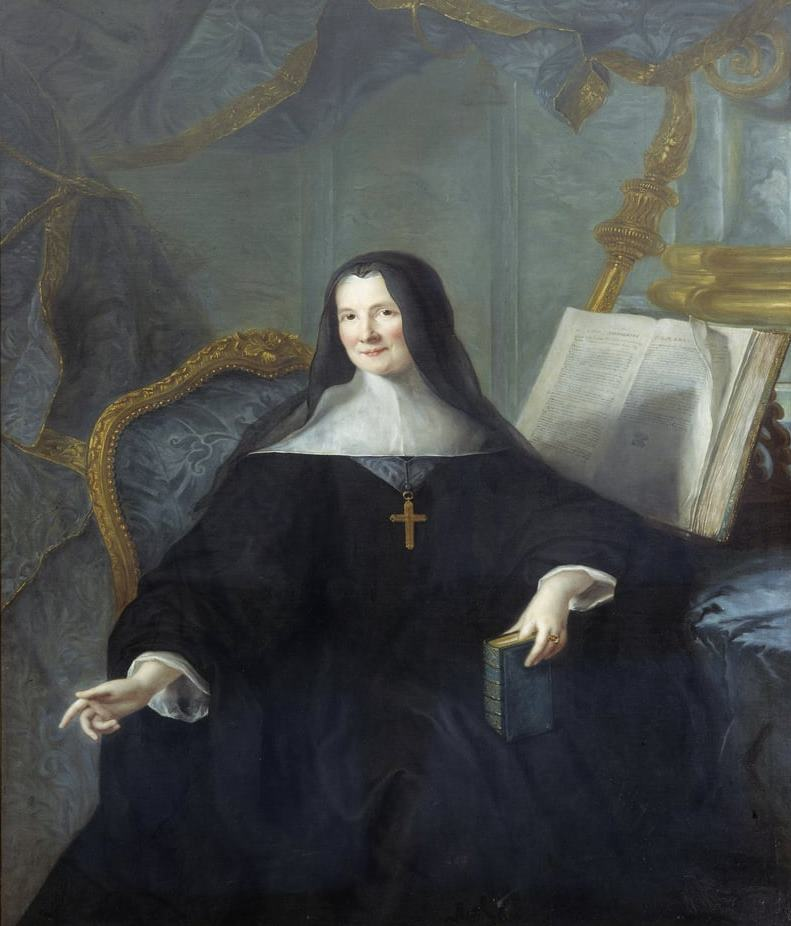
Anne de Clermon-Chaste de Gessans (abbesse).

- 680-702 : Sainte Bertille de Chelles, amie de sainte Bathilde et première abbesse de Chelles[a 2].
- 702-708 : Sigisla.
- 708-724 : Vilcome.
- 724-7?? : Ermengarde.
- 7??-7?? : Clémence.
- 7??-7?? : Asceline Ire.
- 7??-7?? : Sybille.
- 7??-800 : Marsillie.
- 800-810 : Gisèle, sœur de Charlemagne[a 4].
- 825-833 : Helvide Ire de Saxe, mère de l'impératrice Judith[a 4].
- 833-855 : vacance.
- 855-869 : Ermentrude d'Orléans[9].
- 922-925 : Rothilde de Neustrie[10].
- 925-1097 : vacance.
- 1097-1112 : Mathilde Ire.
- 1112-1127 : vacance.
- 1127-1137 : Ameline Ire.
- 1137-1156 : Mathilde II .
- 1156-1177 : Helvide II.
- 1177-1178 : Asceline II.
- 1178-1190 : Marie Ire de Duny.
- 1190-1192 : vacance.
- Ameline II (1192-1206).
- Marie II de Néry (1206-1208).
- Mathilde III de Berchère (1208-1220).
- Mathilde IV de Corbeil (1220-1222).
- Florence (1222-1228).
- 1228-1231 : Marguerite Ire de Néry.
- 1231-1250 : Pétronille Ire de Mareuil.
- 1250-1274 : Mathilde V de Nanteuil.
- 1274-1280 : vacance.
- 1280-1311 : Adeline Ire de Nanteuil.
- 1311-1317 : Alice Ire de Clignet d'Otis.
- 1317-1348 : Marguerite II de Pacy.
- 1348-1354 : Pétronille II de Paroy.
- 1354-1363 : Adeline II de Pacy.
- 1363-1364 : Jeanne Ire de Soissy.
- 1364-1368 : Agnès Ire de La Queue.
- 1368-1379 : Jeanne II de La Forest.
- 1379-1399 : Jeanne III de Roye.
- 1399-1414 : Agnès II de Neufville.
- 1414-1420 : Alice II de Thorote.
- 1420-1429 : Marie II de Cléry.
- 1429-1475 : Élisabeth de Pollye.
- 1475-1504 : Catherine Ire de Lignières.
- 1504-1507 : Jeanne IV de La Rivière.
- 1507-1510 : Marie III de Reilhac.
- 1510-1514 : Marie IV Cornu.
- 1514-1518 : Catherine II Marguerite de Champrond.
- 1518-1528 : Barbe de Tallensac.
- 1528-1542 : Madeleine Ire des Chelles.
- 1542-1579 : Jacqueline d'Amignon.
- 1579-1583 : Renée de Bourbon, fille de Charles IV de Bourbon.
- 1583-1627 : Marie V de Lorraine-Aumale.
- 1627-1629 : Marie-Henriette de Bourbon (1609-1629)[11].
- 1629-1671 : Madeleine II de La Porte de La Meilleraye.
- 1671-1680 : Marguerite III Guidone de Cossé-Brissac.
- 1680-1688 : Jeanne d'Escorailles de Roussille (1655-1688)[12].
- 1688-1707 : Marguerite III Guidone de Cossé-Brissac, à nouveau.
- 1707-1719 : Agnès III Charlotte de Villars.
- 1719-1734 : Louise Adélaïde d'Orléans[13].
- 1735-1790 : Anne de Clermont-Chaste de Gessans.

## Religieuses et personnalités célèbres
- Swanahilde[a 4]
- Thérèse-Angélique de Pasquier de Franclieu, ancienne religieuse de l'abbaye de Chelles, abbesse de l'abbaye Notre-Dame d'Yerres de 1770 à 1792, morte à Éraine hameau de Bailleul-le-Soc, le 10 décembre 1814, à l’âge de 84 ans, et inhumée à Bailleul-le-Soc (Oise).
- Martine du Moulin, religieuse à Chelles, avant de devenir abbesse triennale de l'abbaye de Montmartre, puis de l'abbaye Notre-Dame de Gercy de 1515 à 1535, année de sa mort à l'âge de 86 ans[14],[Note 2] ; apparentée à la famille du Moulin, seigneurs de Fontenay en Brie, Servon, etc., elle gouverna jusqu'en 1535, date de sa mort, à l'âge de 86 ans. Elle avait été religieuse à l'abbaye de Chelles, avant d'être abbesse triennale à Montmartre.
- Louise Adélaïde d'Orléans, fille du régent, abbesse de 1719 à 1734 : à l'époque, elle portait le nom de Mademoiselle d'Orléans.
- Le compositeur Jean-Baptiste Morin y est nommé maître de musique en 1719. Il était né à Orléans en 1677 et y avait été formé.
- Chelles. Paroisse Saint-Georges. Sépultures. 12 décembre 1762 : « Messire Pierre Ezéchiel Levasseur de Roche, prêtre du diocèse d'Orléans, Grand Chapelain de l'Église cathédrale de Meaux, et Maître de Musique de l'Abbaye royale de ce lieu [de Chelles], âgé de 54 ans quelques mois, décédé d'hier, a été inhumé dans l'église de la dite Abbaye ». Il était né à Orléans en 1708[15].

## Propriétés, revenus
- Rue Saint-Hilaire puis des Carmes : trois quartiers de vigne à Saint-Hilaire vendus par l’abbesse de Chelles au Chapitre de Paris, 1179[16]